# Daguan, Zhaotong
Daguan, tidigare stavat Takwan, är ett härad som lyder under Zhaotongs stad på prefekturnivå i Yunnan-provinsen i sydvästra Kina.